# Final de la Liga de Campeones de la UEFA 2021-22
La final de la Liga de Campeones de la UEFA 2021-22 se disputó el 28 de mayo de 2022 en el estadio de Francia en Saint-Denis, Francia.

## Ceremonia de apertura
El 9 de mayo de 2022, la UEFA anunció que la cantante Camila Cabello abriría la ceremonia de apertura de la final, siendo la cuarta artista femenina en hacerlo tras Alicia Keys en 2016, Dua Lipa en 2018 y Selena Gomez en 2021.

## Finalistas
En negrita, las finales ganadas.
| Equipos     | Finales jugadas anteriormente | Finales jugadas anteriormente |
| ----------- | ----------------------------- | --- |
| Liverpool   | 9 (6)                         | 1976-77, 1977-78, 1980-81, 1983-84, 1984-85, 2004-05, 2006-07, 2017-18 y 2018-19.                                                                  |
| Real Madrid | 16 (13)                       | 1955-56, 1956-57, 1957-58, 1958-59, 1959-60, 1961-62, 1963-64, 1965-66, 1980-81, 1997-98, 1999-2000, 2001-02, 2013-14, 2015-16, 2016-17 y 2017-18. |

## Sede de la final
La final se jugó en el Stade de France, en Saint-Denis, Francia.
| Francia                      |                 |                 |                 |
| Ciudad                       | Estadio         |                 |                 |
| Saint-Denis                  | Stade de France | Stade de France | Stade de France |
|                              |                 |                 |                 |
| 81 338 espectadores          |                 |                 |                 |
| Final Liga de Campeones 2022 |                 |                 |                 |

## Partidos de clasificación para la final
| GRUPO B            | Pts. | PJ | PG | PE | PP | GF | GC | Dif |
| ------------------ | ---- | -- | -- | -- | -- | -- | -- | --- |
| Liverpool          | 18   | 6  | 6  | 0  | 0  | 17 | 6  | 11  |
| Atlético de Madrid | 7    | 6  | 2  | 1  | 3  | 7  | 8  | -1  |
| Porto              | 5    | 6  | 1  | 2  | 3  | 4  | 11 | -7  |
| Milan              | 4    | 6  | 1  | 1  | 4  | 6  | 9  | -3  |

| GRUPO D          | Pts. | PJ | PG | PE | PP | GF | GC | Dif |
| ---------------- | ---- | -- | -- | -- | -- | -- | -- | --- |
| Real Madrid      | 15   | 6  | 5  | 0  | 1  | 14 | 3  | 11  |
| Inter de Milán   | 10   | 6  | 3  | 1  | 2  | 8  | 5  | 3   |
| Sheriff Tiraspol | 7    | 6  | 2  | 1  | 3  | 7  | 11 | -4  |
| Shakhtar Donetsk | 2    | 6  | 0  | 2  | 4  | 2  | 12 | -10 |

## Partido
Estaba inicialmente programado para empezar a las 21:00 (CEST), pero se retrasó hasta las 21:36, según indicó la Prefectura de la Policía de París en un comunicado, debido a la presencia de aficionados sin entradas o con entradas falsas en los accesos al estadio, lo que provocó que alguno, incluso, consiguiera entrar al Stade de France. La inoperancia del dispositivo montado por la UEFA y las autoridades francesas provocaron el bochorno de ser la primera final que sufre un retraso de esta dimensión en la historia de la Champions League.
La final de la Champions League comenzó con dominio del Liverpool, la posesión y las ocasiones en el inicio del partido vinieron por parte del equipo inglés. Salah, Mané y Thiago Alcántara pusieron a prueba a Thibaut Courtois, pero el portero del Real Madrid estuvo muy certero. A pocos minutos del final de la primera parte, el Real Madrid comenzó a dominar y anotaron un gol que fue anulado por fuera de juego.
En la segunda parte el Real Madrid salió con mayor intensidad, y tras una gran jugada colectiva, Fede Valverde asistió para que Vinícius Júnior anotara el único gol de la final. En los últimos minutos, ambos equipo tuvieron ocasiones, pero la mala ejecución y los porteros, evitaron más goles. Thibaut Courtois fue elegido como el mejor jugador de la final.

### Ficha
| 1     | POR   | Alisson Becker         |     |
| 66    | DEF   | Trent Alexander-Arnold |     |
| 5     | DEF   | Ibrahima Konaté        |     |
| 4     | DEF   | Virgil van Dijk        |     |
| 26    | DEF   | Andrew Robertson       |     |
| 14    | MED   | Jordan Henderson       | 77' |
| 3     | MED   | Fabinho                |     |
| 6     | MED   | Thiago Alcántara       | 77' |
| 11    | DEL   | Mohamed Salah          |     |
| 10    | DEL   | Sadio Mané             |     |
| 23    | DEL   | Luis Díaz              | 65' |
| D. T. | D. T. | Jürgen Klopp           |     |

| 1     | POR   | Thibaut Courtois  |     |
| 2     | DEF   | Daniel Carvajal   |     |
| 3     | DEF   | Éder Militão      |     |
| 4     | DEF   | David Alaba       |     |
| 23    | DEF   | Ferland Mendy     |     |
| 10    | MED   | Luka Modrić       | 90' |
| 14    | MED   | Casemiro          |     |
| 8     | MED   | Toni Kroos        |     |
| 15    | DEL   | Federico Valverde | 86' |
| 9     | DEL   | Karim Benzema     |     |
| 20    | DEL   | Vinícius Júnior   | 93' |
| D. T. | D. T. | Carlo Ancelotti   |     |

| 20 | DEL | Diogo Jota      | 65' |
| 8  | MED | Naby Keïta      | 77' |
| 9  | DEL | Roberto Firmino | 77' |

| 25 | MED | Eduardo Camavinga | 86' |
| 19 | MED | Dani Ceballos     | 90' |
| 21 | DEL | Rodrygo           | 93' |

| 59' | Vinícius Júnior | 0:1 |

| 62' | Fabinho |

| Principal  | Clément Turpin |
| Asistentes | Nicolas Danos  |
|            | Cyril Gringore |
| Cuarto     | Benoît Bastien |

| VAR            | Jérôme Brisard      |
| Asistentes VAR | Willy Delajod       |
|                | Massimiliano Irrati |
|                | Filippo Meli        |

|                   |    |   |
| Tiros             | 24 | 4 |
| Tiros a puerta    | 9  | 2 |
| Faltas            | 13 | 7 |
| Saques de esquina | 6  | 2 |
| Penaltis          | 0  | 0 |
| Fueras de juego   | 1  | 4 |

| Alineación inicial |

| 1     | POR   | Alisson Becker         |     |
| 66    | DEF   | Trent Alexander-Arnold |     |
| 5     | DEF   | Ibrahima Konaté        |     |
| 4     | DEF   | Virgil van Dijk        |     |
| 26    | DEF   | Andrew Robertson       |     |
| 14    | MED   | Jordan Henderson       | 77' |
| 3     | MED   | Fabinho                |     |
| 6     | MED   | Thiago Alcántara       | 77' |
| 11    | DEL   | Mohamed Salah          |     |
| 10    | DEL   | Sadio Mané             |     |
| 23    | DEL   | Luis Díaz              | 65' |
| D. T. | D. T. | Jürgen Klopp           |     |

| 1     | POR   | Thibaut Courtois  |     |
| 2     | DEF   | Daniel Carvajal   |     |
| 3     | DEF   | Éder Militão      |     |
| 4     | DEF   | David Alaba       |     |
| 23    | DEF   | Ferland Mendy     |     |
| 10    | MED   | Luka Modrić       | 90' |
| 14    | MED   | Casemiro          |     |
| 8     | MED   | Toni Kroos        |     |
| 15    | DEL   | Federico Valverde | 86' |
| 9     | DEL   | Karim Benzema     |     |
| 20    | DEL   | Vinícius Júnior   | 93' |
| D. T. | D. T. | Carlo Ancelotti   |     |

| 20 | DEL | Diogo Jota      | 65' |
| 8  | MED | Naby Keïta      | 77' |
| 9  | DEL | Roberto Firmino | 77' |

| 25 | MED | Eduardo Camavinga | 86' |
| 19 | MED | Dani Ceballos     | 90' |
| 21 | DEL | Rodrygo           | 93' |

| 59' | Vinícius Júnior | 0:1 |

| 62' | Fabinho |

| Principal  | Clément Turpin |
| Asistentes | Nicolas Danos  |
|            | Cyril Gringore |
| Cuarto     | Benoît Bastien |

| VAR            | Jérôme Brisard      |
| Asistentes VAR | Willy Delajod       |
|                | Massimiliano Irrati |
|                | Filippo Meli        |

|                   |    |   |
| Tiros             | 24 | 4 |
| Tiros a puerta    | 9  | 2 |
| Faltas            | 13 | 7 |
| Saques de esquina | 6  | 2 |
| Penaltis          | 0  | 0 |
| Fueras de juego   | 1  | 4 |

| Alineación inicial |

| 1     | POR   | Alisson Becker         |     |
| 66    | DEF   | Trent Alexander-Arnold |     |
| 5     | DEF   | Ibrahima Konaté        |     |
| 4     | DEF   | Virgil van Dijk        |     |
| 26    | DEF   | Andrew Robertson       |     |
| 14    | MED   | Jordan Henderson       | 77' |
| 3     | MED   | Fabinho                |     |
| 6     | MED   | Thiago Alcántara       | 77' |
| 11    | DEL   | Mohamed Salah          |     |
| 10    | DEL   | Sadio Mané             |     |
| 23    | DEL   | Luis Díaz              | 65' |
| D. T. | D. T. | Jürgen Klopp           |     |

| 1     | POR   | Thibaut Courtois  |     |
| 2     | DEF   | Daniel Carvajal   |     |
| 3     | DEF   | Éder Militão      |     |
| 4     | DEF   | David Alaba       |     |
| 23    | DEF   | Ferland Mendy     |     |
| 10    | MED   | Luka Modrić       | 90' |
| 14    | MED   | Casemiro          |     |
| 8     | MED   | Toni Kroos        |     |
| 15    | DEL   | Federico Valverde | 86' |
| 9     | DEL   | Karim Benzema     |     |
| 20    | DEL   | Vinícius Júnior   | 93' |
| D. T. | D. T. | Carlo Ancelotti   |     |

| 20 | DEL | Diogo Jota      | 65' |
| 8  | MED | Naby Keïta      | 77' |
| 9  | DEL | Roberto Firmino | 77' |

| 25 | MED | Eduardo Camavinga | 86' |
| 19 | MED | Dani Ceballos     | 90' |
| 21 | DEL | Rodrygo           | 93' |

| 59' | Vinícius Júnior | 0:1 |

| 62' | Fabinho |

| Principal  | Clément Turpin |
| Asistentes | Nicolas Danos  |
|            | Cyril Gringore |
| Cuarto     | Benoît Bastien |

| VAR            | Jérôme Brisard      |
| Asistentes VAR | Willy Delajod       |
|                | Massimiliano Irrati |
|                | Filippo Meli        |

|                   |    |   |
| Tiros             | 24 | 4 |
| Tiros a puerta    | 9  | 2 |
| Faltas            | 13 | 7 |
| Saques de esquina | 6  | 2 |
| Penaltis          | 0  | 0 |
| Fueras de juego   | 1  | 4 |

| Alineación inicial |

| 1     | POR   | Alisson Becker         |     |
| 66    | DEF   | Trent Alexander-Arnold |     |
| 5     | DEF   | Ibrahima Konaté        |     |
| 4     | DEF   | Virgil van Dijk        |     |
| 26    | DEF   | Andrew Robertson       |     |
| 14    | MED   | Jordan Henderson       | 77' |
| 3     | MED   | Fabinho                |     |
| 6     | MED   | Thiago Alcántara       | 77' |
| 11    | DEL   | Mohamed Salah          |     |
| 10    | DEL   | Sadio Mané             |     |
| 23    | DEL   | Luis Díaz              | 65' |
| D. T. | D. T. | Jürgen Klopp           |     |

| 1     | POR   | Thibaut Courtois  |     |
| 2     | DEF   | Daniel Carvajal   |     |
| 3     | DEF   | Éder Militão      |     |
| 4     | DEF   | David Alaba       |     |
| 23    | DEF   | Ferland Mendy     |     |
| 10    | MED   | Luka Modrić       | 90' |
| 14    | MED   | Casemiro          |     |
| 8     | MED   | Toni Kroos        |     |
| 15    | DEL   | Federico Valverde | 86' |
| 9     | DEL   | Karim Benzema     |     |
| 20    | DEL   | Vinícius Júnior   | 93' |
| D. T. | D. T. | Carlo Ancelotti   |     |

| 20 | DEL | Diogo Jota      | 65' |
| 8  | MED | Naby Keïta      | 77' |
| 9  | DEL | Roberto Firmino | 77' |

| 25 | MED | Eduardo Camavinga | 86' |
| 19 | MED | Dani Ceballos     | 90' |
| 21 | DEL | Rodrygo           | 93' |

| 59' | Vinícius Júnior | 0:1 |

| 62' | Fabinho |

| Principal  | Clément Turpin |
| Asistentes | Nicolas Danos  |
|            | Cyril Gringore |
| Cuarto     | Benoît Bastien |

| VAR            | Jérôme Brisard      |
| Asistentes VAR | Willy Delajod       |
|                | Massimiliano Irrati |
|                | Filippo Meli        |

|                   |    |   |
| Tiros             | 24 | 4 |
| Tiros a puerta    | 9  | 2 |
| Faltas            | 13 | 7 |
| Saques de esquina | 6  | 2 |
| Penaltis          | 0  | 0 |
| Fueras de juego   | 1  | 4 |

| Alineación inicial |

| Bandera de España   |
| Campeón Real Madrid |
| 14.º título         |